# Janne Uhl
Janne Uhl (* 22. November 2005 in Meinheim) ist eine deutsche Volleyball- und Beachvolleyballspielerin.

## Karriere Hallenvolleyball
Janne Uhl spielte in ihrer Jugend beim TSV 1860 Weißenburg. 2020/21 wechselte sie zum TSV 1860 Ansbach in der 3. Liga Ost. In derselben Saison wechselte sie zu den Roten Raben Vilsbiburg II und spielte in der 2. Bundesliga Süd. In der Saison 2021/22 ging es weiter mit der Allianz MTV Stuttgart II in derselben Liga. Mit Vilsbiburg gewann sie 2022 auch die deutsche U18-Meisterschaft. Seitdem fokussiert sich Uhl voll auf Beachvolleyball.

## Karriere Beachvolleyball
2020 kam Uhl in die Bayernauswahl, die U17-Meisterschaft wurde jedoch wegen der Corona-Pandemie abgesagt. 2021 wurde sie mit Leonie Ottens U17-Vizemeisterin. Bei der U19-Weltmeisterschaft mit Kim Prade reichte es nur für den 25. Platz. In derselben Konstellation gelang im nächsten Jahr der U18-Meisterschaftstitel. Die U18-Europameisterschaft beendete das Team mit einem 13. Platz. Bei der U19-Weltmeisterschaft erreichte Janne Uhl mit Annika Berndt den neunten Platz. 2023 belegten Prade/Uhl bei der U19-Meisterschaft den fünften Platz. Mit Paula Schürholz gewann sie auf der World Beach Pro Tour beim Future-Event in Burundi eine Bronze-Medaille.
Seit 2024 ist Paula Schürholz die feste Partnerin von Janne Uhl. Bei ihrem ersten gemeinsamen Auftritt auf der German Beach Tour beim zweiten Düsseldorf-Turnier holten Schürholz/Uhl als Qualifikantinnen überraschend den Turniersieg. Anschließend fuhren sie auf der German Beach Tour mit den Plätzen drei, drei und zwei weitere Podiumsplatzierungen ein. Die deutsche Meisterschaft beendeten Schürholz/Uhl auf dem fünften Platz. International gelang den beiden in Brüssel beim Futures-Turnier der zweiten Platz. 2025 starteten Schürholz/Uhl auf der Europameisterschaft in Düsseldorf, schieden allerdings nach zwei Niederlagen in der Vorrunde aus.